# Micky Oestreich
Micky Oestreich (Blerick, 21 augustus 1969) is een voormalig Nederlands voetballer die tijdens zijn profloopbaan uitkwam voor VVV en Helmond Sport. Hij speelde als aanvaller.

## Loopbaan
Oestreich kwam in 1991 als amateur over van VVV'03 naar VVV waar hij in zijn derde jaar zijn competitiedebuut maakte. Op 3 oktober 1993 kwam hij tijdens de uitwedstrijd Ajax - VVV (2-0) binnen de lijnen als invaller voor Carlos Hasselbaink. Na afloop van het seizoen 1993-94 kreeg de aanvaller geen contract aangeboden bij de Venlose club en vertrok hij vervolgens naar Helmond Sport. Na een seizoen nam Oestreich afscheid van het betaald voetbal. Hij speelde nadien nog voor Lobbericher SC waarna hij terugkeerde bij VVV'03.

## Statistieken
| Seizoen | Club          | Land      | Competitie     | Wed. | Goals |
| ------- | ------------- | --------- | -------------- | ---- | ----- |
| 1991/92 | VVV           | Nederland | Eredivisie     | 0    | 0     |
| 1992/93 | VVV           | Nederland | Eerste divisie | 0    | 0     |
| 1993/94 | VVV           | Nederland | Eredivisie     | 4    | 0     |
| 1994/95 | Helmond Sport | Nederland | Eerste divisie | 26   | 1     |
| Totaal  | Totaal        | Totaal    | Totaal         | 30   | 1     |